# The Real Cancun
The Real Cancun is een Amerikaanse documentaire uit 2002. 

## Plot
De documentaire is geïnspireerd op realityseries zoals The Real World en volgt een groep jongeren die hun spring break-vakantie vieren in Cancun (Mexico).

## Ontvangst
De film ontving erg slechte recensies en maakte verlies bij de bioscopen.
De film was genomineerd voor twee Razzies maar won er geen.